# Северен Дорсет (община)
Община Северен Дорсет (на английски: North Dorset District) е една от осемте административни единици в област (графство) Дорсет, регион Югозападна Англия. Населението на общината към 2010 година е 64 225 жители разпределени в множество селища на територия от 609.20 квадратни километра. Административен център на общината е град Бландфорд Форъм.

## География
Общината обхваща централните северни части на графството по границата с областите Съмърсет и Уилтшър. По-голямата част от територията ѝ попада в долината на река Стоур наречена „Блекмор Вейл“.
Градове на територията на общината:
| град              | на английски       | население (2010) |
| ----------------- | ------------------ | ---------------- |
| Бландфорд Форъм   | Blandford Forum    | 9190             |
| Джилингам         | Gillingham         | 10 890           |
| Шафтсбъри         | Shaftesbury        | 6640             |
| Стърминстър Нютън | Sturminster Newton | 3840             |
| Столбридж         | Stalbridge         | 2560             |